# Валя-Брадулуй (Прахова)
Валя-Брадулуй (рум. Valea Bradului) — село у повіті Прахова в Румунії. Входить до складу комуни Провіца-де-Сус.
Село розташоване на відстані 89 км на північний захід від Бухареста, 41 км на північний захід від Плоєшті, 54 км на південь від Брашова.

## Населення
За даними перепису населення 2002 року у селі проживали 156 осіб, усі — румуни. Усі жителі села рідною мовою назвали румунську.